# Akúsilaos
Akúsilaos byl řecký historik, logograf a filosof. Žil kolem roku 500 př. n. l. Z jeho díla se zachovaly jen zprostředkované fragmenty. Nejstarším, kdo o Akúsilaovi psal, byl Platón. Po Hekataiovi byl prvním Řekem, který nepsal svá díla ve verších, nýbrž v próze.

## Život a dílo
Traduje se, že byl synem Kabův či Skabrův. U jeho jména se někdy uvádí přídomek "z Argu" podle města na Peloponésu. Díogenés Laertios píše, že někteří Akúsilaa počítali k Sedmi mudrcům. Platón v dialogu Symposion dává Akúsilaa do souvislosti s Hésiodem, když říká, že oba považovali za prazáklad Chaos. Dalšími zprostředkovateli Akúsilaových názorů byli Apollodóros z Athén, Kléméns Alexandrijský, epikurejec Filodemos z Gadary či novoplatonik Damaskios. Spolu s Hekataiem z Milétu a dalšími je řazen mezi logografy, učence, kteří se ještě před Hérodotem zabývali historií a mýty, které jim často splývaly v jedno. Akúsilaos měl napsat tři knihy s názvem Genealogiai, ze kterých se dochovaly jen zlomky. Pojednávaly o genealogii bohů, heroů a lidí, z níž se Akúsilaos snažil vytvořit ucelený systém. Proto se někdy definuje i jako genealog.
Akúsilaova kosmogonie se stále pohybuje v mezích jeho předchůdce Hésioda a jen zřídkakdy zde nalezneme náběhy k racionálnímu myšlení. Ukázky Akúsilaovy kosmogonie: Podle Apollodóra Akúsilaos tvrdil, že město Argos vytrysklo ze země. Dále měl napsat, že Deukalión, za jehož časů došlo k potopě světa, byl synem Prométhea a Hésioné, jež byla dcerou Okeana. Filodemos uvádí další Akúsialovo vyprávění, že totiž Úranos ze strachu, že by ho mohli sesadit, uvrhl své syny Hekatoncheiry, což byli storucí obři, do hlubin Tartaru. Přišel také s myšlenkou, že Foróneus byl první člověk.